# حفیظ الله قدمی
حفیظ الله قدمی  (زادهٔ 20 فوریهٔ 1985) یک بازیکن فوتبال اهل کابل است.
او سابقه بازی در تیم باشگاه فوتبال کابل بانک را دارد
وی همچنین در تیم ملی فوتبال افغانستان
بازی کرده است.